# Leucauge pondae
Leucauge pondae là một loài nhện trong họ Tetragnathidae.
Loài này thuộc chi Leucauge. Leucauge pondae được miêu tả năm 1970 bởi Tikader.